# Escharoides distincta
Escharoides distincta är en mossdjursart som beskrevs av Hayward och Cook 1979. Escharoides distincta ingår i släktet Escharoides och familjen Exochellidae. Inga underarter finns listade i Catalogue of Life.